# Mouse (série télévisée)
Pour les articles homonymes, voir Mouse.
Mouse (hangeul : 마우스 ; RR : Mauseu) est une série télévisée sud-coréenne mettant en vedette Lee Seung-gi, Lee Hee-joon (en), Park Ju-Hyun et Kyung Soo-jin (en). La série est scénarisée par Choi Ran (Black, God's gift) et est diffusée sur tvN de mars à mai 2021.
Le 1er juillet 2021, Séries Mania, un festival international dédié aux séries télévisées du monde entier, annonce son programme 2021 qui se déroulera à Lille (France), du 26 août au 2 septembre 2021. La programmation comprend notamment Mouse, qui fera son avant-première française dans la catégorie Panorama International sous la présidence de Florence Aubenas .

## Synopsis
Il y a 25 ans, la nation tout entière est terrorisée par un tueur en série qui prend un malin plaisir à découper les têtes des victimes. La violence des meurtres laisse à penser que c'est l'œuvre d'un psychopathe. Après un dernier massacre, les policiers retrouvent la trace du tueur grâce au témoignage d'une victime. Le chasseur de têtes, comme l'ont nommé les médias, est mis derrière les barreaux et est condamné à mort.
Des années plus tard, des meurtres en série viennent à nouveau ébranler la nation. Jeong Ba-reum (Lee Seung-gi), un jeune policier de quartier, se joint au détective Go Moo-chi (Lee Hee-joon (en)) pour enquêter. Le terme psychopathe est à nouveau évoqué.
L'histoire soulève également la question de savoir s'il est possible de scanner un psychopathe dans l'utérus de la mère à l'aide de tests génétiques in-utero ? En effet, il y a 25 ans le Dr Daniel Lee (Jo Jae-yoon (en)) a réussi à identifier le gène responsable de la psychopathie.
Des tests qui se sont révélés positifs, que le Dr Lee a donné à plusieurs femmes enceintes, ont-ils des liens avec les évènements qui se passent dans le présent ?

## Distribution

### Acteurs principaux
- Lee Seung-gi[2]  interprète Jeong Ba-reum, un nouvel agent de police local que tout le monde trouve exemplaire. Il a par exemple été récompensé au lycée pour avoir arrêté des auteurs de violences scolaires. Sa nature "trop gentille" pour être vrai, soulève des soupçons sur son identité et ses intentions. Sa vie est complètement bouleversée après une confrontation avec le suspect numéro un des meurtres en série.
- Lee Hee-joon (en)[3]  interprète Go Moo-chi, un détective qui ne se soucie guère des règles et qui est prêt à recourir à n'importe quelle méthode pour attraper les criminels. Il a un but bien précis, se venger de la mort de ses parents tués par un psychopathe.
  - Song Min-jae (ko) : Go Moo-chi (jeune)
  - Suh Dong-hyun (ko) : Go Moo-chi (adolescent)
- Park Ju-Hyun[4]  interprète Oh Bong-yi, une lycéenne à l'air coriace qui vit seule avec sa grand-mère dans le même quartier que l'officier Jeong Ba-reum. Elle reste traumatisée par un incident qui a eu lieu il y a dix ans. À la suite de cela, elle réalise qu'elle est la seule à pouvoir se protéger elle-même et prend donc depuis des cours en arts martiaux.
- Kyung Soo-jin (en)[5] interprète Choi Hong-ju, une talentueuse Directrice de production qui présente l'émission populaire sur des enquêtes criminelles "Sherlock Hong-ju". Elle interagit très souvent avec le Détective Go Moo-chi pour notamment lui soutirer des informations sur les enquêtes en cours.

### Acteurs secondaires

#### Les gens autour de Jeong Ba-reum[6]
- Lee Seo-jun : Na Chi-guk
- Woo Ji-hyeon (ko) : Gu Dong-gu

#### Les gens autour de Go Moo-chi[7]
- Kim Young-jae (en) : Go Moo-won[7]
  - Jo Yeon-ho (ko) : Go Moo-won (jeune)

#### Les gens autour de Oh Bong-yi[8]
- Kim Young-ok : Grand-mère qui vit avec Oh Bong-yi
- Joo Ye-rim : Oh Bong-yi, enfant

#### Poste de police[9]
- Pyo Ji-hoon (en)[10] : Shin Sang
- Ahn Nae-sang (en) : Bak Du-seok
- Hyun Bong-sik (ko) : Bok Ho-nam
- Yoon Seo-hyun (ko) : Gang Gi-hyeok
- Détective Lee Min-soo

#### Autres[11]
- Ahn Jae-wook (en) : Dr. Han Seo-joon
- Kim Jung-nan (en) : Sung Ji-eun
- Kwon Hwa-woon (en) : Sung Yo-han
- Jo Jae-yoon (en) : Daniel Lee[12]
- Shin Ha-young (en) : Song Soo-jung
- Kim Kang-hoon (en) : Jae-hoon
- Kang Mal-geum (en)
- Jin Seo-yeon
- Ma Dong-seok
- Woo Ji-hyun

## Production
En avril 2020, les acteurs Lee Seung-gi et Choi Jin-hyuk se sont vu proposer de jouer dans la série. En juin de la même année, Lee Seung-gi a été confirmé pour jouer le rôle d'un jeune policier. 935 Entertainment a annoncé le 4 août 2020 que Park Ju-Hyun envisageait positivement d'apparaître dans la série. YG Entertainment a fait la même annonce pour l'actrice Kyung Soo-jin (en) le 21 octobre 2020 . Le chanteur/acteur Pyo Ji-hoon (en) vient compléter le casting .

## Épisodes
La série comporte vingt épisodes dont 3 épisodes spéciaux (comprenant des interviews et coulisses de la série) et 2 épisodes spin-off intitulés "Mouse: The Predator" (à regarder après l'épisode 15).
| N° | Titres (non officiels)         | Date de diffusion |
| -- | ------------------------------ | ----------------- |
| 1  | The Head Hunter                | 3 mars 2021       |
| 2  | Eye for Eye                    | 4 mars 2021       |
| 3  | Resurfacing murder cases       | 10 mars 2021      |
| 4  | Who are you?                   | 11 mars 2021      |
| 5  | The Live Broadcast             | 17 mars 2021      |
| 6  | The Donkey and Goat            | 18 mars 2021      |
| 7  | Memory Loss                    | 24 mars 2021      |
| 8  | Ba Reum's memories             | 25 mars 2021      |
| 9  | Ba Reum's Brain                | 31 mars 2021      |
| 10 | Sung Yo-Han in me              | 1er avril 2021    |
| 11 | Kill him! Kill her!            | 8 avril 2021      |
| 12 | The Yo-Han in Ba Reum          | 14 avril 2021     |
| 13 | DNA on the weapon              | 15 avril 2021     |
| 14 | The cat killer                 | 21 avril 2021     |
| 15 | It was all me!                 | 22 avril 2021     |
| -  | Mouse: 'The Predator' - Part 1 | 28 avril 2021     |
| -  | Mouse: 'The Predator' - Part 2 | 29 avril 2021     |
| 16 | Was it really Sung Yo-Han?     | 5 mai 2021        |
| 17 | The Guryeong familly massacre  | 6 mai 2021        |
| 18 | Please, give me some time      | 12 mai 2021       |
| 19 | Kim Joon Sung's laptop         | 13 mai 2021       |
| 20 | Ba Reum's final call           | 19 mai 2021       |